# Ternstroemia nitida
Ternstroemia nitida là một loài thực vật có hoa trong họ Pentaphylacaceae. Loài này được Merr. miêu tả khoa học đầu tiên năm 1927.